# Sporadi di Guinea
Le sporadi di Guinea sono un gruppo di isole attualmente suddivise sotto la sovranità degli Stati africani della Guinea Equatoriale (isole Fernando Póo e Annobón, rispettivamente all'estremo nord e all'estremo sud della linea insulare) e di São Tomé e Príncipe (rispettivamente la terza e la seconda isola lungo la direttrice nord-est / sud-ovest).

## Territorio
Is. Fernando Póo – Gr. Pedro Escobar (Príncipe – São Tomé – Annobón)
- Fernando Póo: 2.017 km², stima 2000: ab. 102.000
- Príncipe: 128 km²,	stima 2000: ab. 6.000
- São Tomé: 836 km²,	stima 2000: ab. 137.000
- Annobón: 17 km², stima 2000: ab. 3.000

totale:	2.998 km²,	stima 2000: ab. 248.000
Le Isole sono situate nel Golfo di Guinea, apparendo una prosecuzione naturale della catena dei Monti Adamaua discendenti in direzione sud / sud-ovest attraverso il Camerun; Fernando Pòo (ribattezzata Bioko) è l'isola maggiore, collocata al centro della Baia di Biafra, mentre le isole meridionali (Principe, Sao Tomè, Annobon, costituenti il gruppo insulare Pedro Escobar), di estensione molto più ridotta, emergono, in linea retta sempre in direzione sud / sud-ovest, al largo delle coste del Gabon; Fernando Pòo dista meno di 40 km. dalle coste del Camerun, ma circa 220 km. la separano dal gruppo insulare meridionale e in particolare da Principe, a propria volta divisa da Sao Tomè da un tratto marino pari a 140 km., distando quest'ultima isola altri 180 km. da Annobon, la minore e più meridionale del gruppo Pedro Escobar, per una somma delle distanze marine fra le diverse isole pari a ben 580 km.. 
L'attuale appartenenza a diverse entità politiche rende impossibile trattare l'argomento unificandolo all'una o all'altra, entrambe non corrispondenti alla geografia e alla storia.

## Storia
Le isole furono scoperte nel 1471-1472 da navigatori portoghesi (Fernão do Pó, Pêro Escobar, João de Santarém) al servizio di Alfonso V della dinastia Aviz, a coronamento di un'attività di esplorazione delle coste e delle acque africane della Guinea settentrionale protrattasi per tutto il XV secolo sotto l'egida del principe Enrique ("Enrico il Navigatore") e stimolata dalla scoperta dell'arcipelago delle Azzorre, del gruppo di Madera, dell'arcipelago delle Canarie e, nel 1456, dell'arcipelago di Cabo Verde.

## Isola Fernando Póo
L'isola fu scoperta dal navigatore portoghese Fernão do Pó, che la chiamò Formosa Flora ("Bel fiore"), nel 1472, e soltanto nel 1494 fu ribattezzata col nome del suo scopritore. A differenza delle isole meridionali del Golfo di Guinea, al momento della scoperta Fernando Póo era già abitata da una popolazione indigena: i Bubi, popolazione di stirpe Bantu, erano discendenti dei primi abitanti dell'isola provenienti dalle antistanti coste continentali, le cui tracce risalgono al primo millennio a.C..
Nel 1580 la Corona portoghese passò alla dinastia austriaca, che già dal 1516 possedeva le Corone spagnole di Castiglia, Aragona e Navarra; durante la “Guerra dei Trent’Anni” il Portogallo (così come la Catalogna) si ribellò alla monarchia imperiale spagnola, avviando trattative per l'alleanza con l'Inghilterra e gli altri Stati in guerra contro gli Asburgo, ma ottenne soltanto un trattato di amicizia con l'Inghilterra nel 1642, lasciando mano libera ai mercanti inglesi per commerciare nei possedimenti d'oltremare portoghesi, e soltanto nel 1668 l'indipendenza portoghese fu nuovamente riconosciuta dalla dinastia austriaca e nel 1669 dal Papato.
Nel 1642 la Compagnia Olandese delle Indie Orientali si stabilì sull'isola senza il consenso portoghese, creando alcune basi per il commercio di schiavi; i Portoghesi cacciarono gli Olandesi dall'isola nel 1648, smantellando la base olandese e creandone una nuova sulla vicina isola Corisco, situata, coi vicini isolotti Elobey Grande e Elobey Chico, a poche miglia dal continente nelle acque antistanti la foce del Rio Muni, sulla sponda meridionale del Golfo di Guinea.
A fronte di una fase di massiccio sfruttamento della schiavitù, le tribù indigene furono costrette ad abbandonare le zone costiere per ritirarsi nella regione centrale dell'isola, assai meno accessibile agli schiavisti, coalizzandosi, sotto la guida di alcuni capi locali come Molambo (1700/1760) e il suo successore Lorite (1760-1810), al fine di costituire e mantenere un regno autonomo.
Nel 1778, col Trattato di El Pardo fra Maria I regina di Portogallo e Carlos III re di Spagna, Fernando Póo fu ceduta alla Spagna così come il territorio continentale del Rio Muni (nonché Annobón, in tal modo innaturalmente separata da São Tomé e Príncipe), in cambio del riconoscimento del diritto “usucapito” dal Portogallo su alcuni territori già assegnati alla Spagna dal Trattato di Tordesillas a margine dei possedimenti brasiliani.
Il dominio spagnolo sull'isola fu messo in crisi nel volgere di neppure mezzo secolo, poiché, nel quadro della campagna navale contro il traffico di schiavi dall'Africa, tra il 1827 ed il 1843 la Gran Bretagna stabilì basi militari a Fernando Póo, fondando Port Clarence (poi ribattezzata Santa Isabel) e installandosi a San Carlos, e soltanto nel marzo 1843 la bandiera spagnola fu issata a Santa Isabel, sancendo la fine della presenza inglese.
Mentre i capi succedutisi nel XIX secolo, Lopoa (1810-1842), Moadyabita (1842-1860), Sepoko (1860-1875) e Moka (1875-1899), riuscivano a preservare l'autonomia dello Stato bubi, la popolazione “coloniale” di Fernando Póo si consolidò con l'immigrazione di alcune centinaia di ex-schiavi cubani e l'arrivo dei primi bianchi (politici e soldati spagnoli) come residenti permanenti nell'isola.

## Gruppo insulare Pedro Escobar
Il gruppo meridionale delle Sporadi del Golfo di Guinea (costituito da Annobón, São Tomé, Príncipe, consistendo la parte settentrionale della linea nell'isola Fernando Póo) venne scoperto dai navigatori portoghesi Pêro Escobar, noto anche come Pedro Escobar, e João de Santarém. Le date presunte di scoperta delle isole sono il 21 dicembre 1471 (onomastico di San Tommaso) per São Tomé, il 1º gennaio 1472 per Annobón (da cui il nome Annobóm che in portoghese significa buon anno) e il 17 gennaio 1472 (onomastico di Sant'Antonio) per Príncipe (che al santo fu in principio dedicata, cambiando il suo nome in isola del Principe nel 1502 in riferimento al Principe del Portogallo al quale venivano pagate le commesse per il commercio dello zucchero locale) (a Príncipe rimane dedicato al santo il capoluogo dell'isola, come succede peraltro a São Tomé col capoluogo intitolato a San Tommaso, mentre capoluogo dell'isola di Annobón è San Antonio de Palé).
Prima dell'arrivo dei Portoghesi (avvenuto fra il 1469 e il 1471), le isole di Annobón, São Tomé e Príncipe erano disabitate, sicché furono "importati" come forza lavoro gruppi fang dalla costa del Gabon e Mbini. I Portoghesi decisero che le isole rappresentavano una base ideale per il commercio con la costa, e completarono il primo insediamento stabile a São Tomé nel 1493. Principale artefice della colonizzazione fu Álvaro Caminha, che in seguito ricevette dalla Corona il diritto di amministrare le isole. Nel 1500 fu creato un insediamento anche a Príncipe. Anche Annobón venne popolata con gli schiavi introdotti dall'Angola e da São Tomé.
Inizialmente le isole non apparvero particolarmente ricche di risorse, e i primi coloni furono soprattutto "indesiderabili" di cui il Portogallo voleva disfarsi (soprattutto Ebrei); in seguito, tuttavia, si scoprì che il terreno vulcanico delle isole era perfetto per l'agricoltura, e in particolar modo per la coltivazione della canna da zucchero.
Per alimentare di manodopera le coltivazioni, i Portoghesi iniziarono a far affluire sulle isole grandi quantità di schiavi africani. A metà del XVI secolo la colonia figurava fra i primi esportatori di zucchero dell'Africa. La corona portoghese, a quel punto, decise di reclamare il proprio diritto di proprietà sulle isole (nel 1522 per São Tomé e nel 1573 per Príncipe). Annobón venne utilizzata fin dal 1580 dai primi missionari, Cappuccini e Carmelitani, come centro di evangelizzazione degli schiavi fuggiaschi.
La ricchezza delle isole iniziò a declinare con la concorrenza delle nuove colonie americane e in seguito alla crescente difficoltà nel controllo della vasta popolazione di schiavi. In circa un secolo, la coltivazione dello zucchero declinò fino a diventare marginale nell'economia dell'arcipelago, che venne a essere soprattutto un luogo di transito nel commercio degli schiavi dall'Africa al Nuovo Mondo.
Nel 1580 la Corona portoghese passò alla dinastia austriaca, che già dal 1516 possedeva le Corone spagnole di Castiglia, Aragona e Navarra; durante la “Guerra dei Trent’Anni” il Portogallo (così come la Catalogna) si ribellò alla monarchia imperiale spagnola, avviando trattative per l'alleanza con l'Inghilterra e gli altri Stati in guerra contro gli Asburgo, ma ottenne soltanto un trattato di amicizia con l'Inghilterra nel 1642, lasciando mano libera ai mercanti inglesi per commerciare nei possedimenti d'oltremare portoghesi, e soltanto nel 1668 l'indipendenza portoghese fu nuovamente riconosciuta dalla dinastia austriaca e nel 1669 dal Papato. Passate per alcuni anni in mani olandesi (1642-1648), le isole tornarono sotto il dominio portoghese, ma, mentre São Tomé e Príncipe rimasero portoghesi anche nel quadro dei successivi accordi fra le monarchie iberiche, Annobón divenne dominio spagnolo nel 1778, col Trattato di El Pardo, sebbene le tribù dell'isola si rivoltassero contro i nuovi dominatori, conquistando l'autonomia e ristabilendo i legami con i portoghesi di São Tomé.
Annobón venne affittata agli inglesi nel 1827 per farne un centro per il commercio degli schiavi. Nel XIX secolo vennero introdotte nelle isole due nuove coltivazioni: caffè e cacao, nuovamente con grande successo, tanto che all'inizio del secolo successivo São Tomé era diventata il principale esportatore di cacao del mondo.